# Collada de la Fusta (Castellar de la Ribera)
La Collada de la Fusta és una collada del terme municipal de Castellar de la Ribera, a la comarca del Solsonès. És a la part central del terme, al sud de les Grioles i al sud-oest del Collet de Sant Pere, al nord de les Berques i de Vilamosa. Hi passa el Camí de la Serra.